# Elite Cup de Hóquei em Patins
A Elite Cup é uma competição portuguesa de clubes de Hóquei em Patins disputada no início da época. O seu actual vencedor é o SL Benfica.

## História
Criada em 2016 e organizada pela Associação Nacional de Clubes de Patinagem (ANACP), a Elite Cup é um torneio que junta, na pré-época, as oito primeiras equipas do campeonato nacional anterior, disputado em sistema de final-oito, em eliminatórias a uma só mão.
Até 2019, era considerado apenas um torneio amigável passando a ser reconhecido pela Federação de Patinagem de Portugal como um troféu oficial no ano de 2021.

## Vencedores
| Época            | Vencedor                                           | Resultado                                          | Finalista                                          | Local                                              |
| ---------------- | -------------------------------------------------- | -------------------------------------------------- | -------------------------------------------------- | -------------------------------------------------- |
| 2016             | Sporting                                           | 3 - 1                                              | FC Porto                                           | Coimbra                                            |
| 2017             | SL Benfica                                         | 4 - 1                                              | Sporting                                           | Coimbra                                            |
| 2018             | Sporting                                           | 5 - 4                                              | Oliveirense                                        | Portimão                                           |
| 2019             | FC Porto                                           | 2 - 2 (2 - 1 gp)                                   | Sporting                                           | Portimão                                           |
| 2020             | Edição não realizada devido à Pandemia de COVID-19 | Edição não realizada devido à Pandemia de COVID-19 | Edição não realizada devido à Pandemia de COVID-19 | Edição não realizada devido à Pandemia de COVID-19 |
| Edições oficiais |                                                    |                                                    |                                                    |                                                    |
| 2021             | OC Barcelos                                        | 6 - 3                                              | FC Porto                                           | Tomar                                              |
| 2022             | FC Porto                                           | 4 - 1                                              | SL Benfica                                         | Tomar                                              |
| 2023             | SL Benfica                                         | 4 - 3                                              | Sporting CP                                        | Tomar                                              |

## Palmarés
Apenas contabilizadas edicões oficiais.
| Clube       | Títulos | Vice | Épocas dos Títulos |
| ----------- | ------- | ---- | ------------------ |
| FC Porto    | 1       | 1    | 2022               |
| OC Barcelos | 1       | 0    | 2021               |
| SL Benfica  | 1       | 1    | 2023               |
| Sporting CP | -       | 1    | -                  |